# Bolaños
Bolaños é um município do estado de Jalisco, no México.
Em 2005, o município possuía um total de 5.019 habitantes. Nas suas origens teve o nome de Villa del Real de Bolaños.